# Janez Evangelist Krek

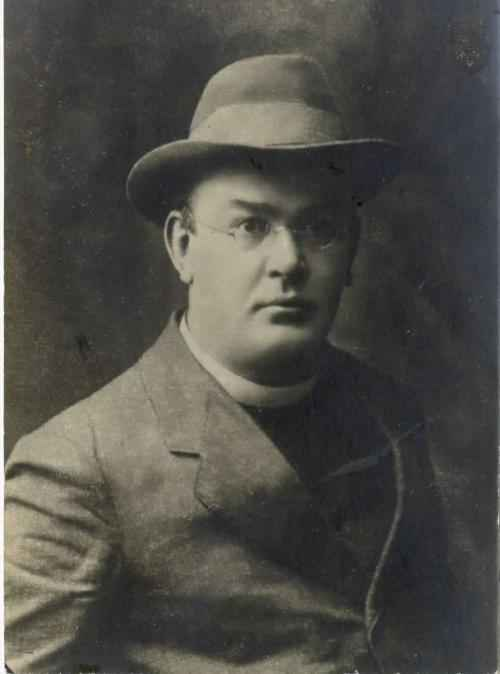
Janez Evangelist Krek

Janez Evangelist Krek, auch Johann Krek, (* 27. November 1865 in Sankt Gregor (heute Sveti Gregor, Gemeinde Ribnica, Unterkrain (Slowenien)); † 8. Oktober 1917 in Johannisthal in der Steiermark (heute Šentjanž, Gemeinde Sevnica, Untersteiermark)) war ein slowenischer römisch-katholischer Priester, Politiker, Journalist und Autor. Er gilt als Sozialkritiker und „Hauptvertreter des politisch-sozialen Katholizismus in den slowenischen Kronländern der Habsburger Monarchie“.

## Werdegang
Krek wurde als Sohn des Schullehrers Valentin Krek und seiner Frau Maria Stupica im Dorf Sveti Gregor (heute in der Gemeinde Ribnica in Unterkrain) im damaligen Kaiserreich Österreich geboren und auf den Namen Johann getauft. Nach Abschluss des Gymnasiums in Laibach im Jahr 1884 trat er in das römisch-katholische Priesterseminar ein. Er wurde 1888 zum Priester geweiht und von Bischof Jakob Missia an die Theologische Fakultät in Wien gesandt. Dort lernte er die neue österreichische christlich-soziale Bewegung des charismatischen Politikers Karl Lueger kennen. Krek schloss sein Studium 1892 ab und wurde zum Pfarrer der Kathedrale von Ljubljana ernannt. Ab 1895 lehrte er Philosophie am katholischen Priesterseminar.
Bald engagierte er sich in der Politik der konservativen Slowenischen Volkspartei. 1897 wurde er zum Abgeordneten des österreichischen Parlaments gewählt. Im Jahr 1900 beschloss er, nicht noch einmal zu kandidieren. Im Jahr 1901 wurde er zum Abgeordneten im Landtag des Kronlandes Krain gewählt.
Bereits in seinen frühen Wiener Jahren hatte Krek kritische Artikel gegen den Liberalismus veröffentlicht. Beeinflusst vom Denken des Bischofs von Krk Anton Mahnič und von der Enzyklika Rerum novarum attackierte er das liberale Wirtschaftssystem als unsozial und antidemokratisch. Zwischen 1898 und 1907 organisierte Krek mehrere Bauern- und Arbeitergenossenschaften und verwandelte die Slowenische Volkspartei von einer konservativen klerikalen Partei in eine politische Massenbewegung, die die soziale Emanzipation auf der Grundlage der katholischen politischen Ideologie propagierte. Als Ergebnis dieser Mobilisierung gewann die Volkspartei 1907 die ersten allgemeinen Wahlen in Österreich mit einem Erdrutschsieg und gewann 20 der 24 slowenischen Sitze im österreichischen Parlament. Krek war unter den Gewählten.
Im Parlament erwies sich Krek als einflussreicher Redner. Er schlug mehrere Maßnahmen zur sozialen Wohlfahrt vor, wurde jedoch häufig von der konservativen Führung seiner eigenen Partei unter der Führung des mächtigen Ivan Šušteršič blockiert. 
Im Jahr 1909 gründete Krek den Jugoslawischen Arbeiterverband (Jugoslovanska strokovna zveza), der bis zu seiner Auflösung im Jahr 1941 die größte Gewerkschaft in den slowenischen Ländern werden und bleiben sollte.
Bereits Ende der 1890er Jahre überzeugte Krek die Slowenische Volkspartei, ein enges Bündnis mit der Kroatischen Partei des Rechts von Ante Starčević anzustreben. Kreks Ziel war es, einen einheitlichen Staat der Südslawen innerhalb Österreich-Ungarns zu errichten. 
Im Jahr 1917 wurde Krek zum Antragsteller und Anführer der sogenannten Mai-Erklärung (slowenisch: Majniška deklaracija), die die Schaffung eines Staates Südslawen unter habsburgischer Herrschaft vorschlug. Die Erklärung entwickelte sich in einer Massenbewegung in den slowenischen Ländern, und Krek reiste ausgiebig nach Dalmatien und Bosnien und Herzegowina, um die Bewegung auch dort bekannt zu machen. Als er von einer seiner Reisen zurückkehrte, starb er an Erschöpfung. Seine Ideale wurden erst nach seinem Tod und dem Zusammenbruch Österreich-Ungarns verwirklicht, zunächst mit der Gründung des Staates der Slowenen, Kroaten und Serben und dann des Königreichs der Serben, Kroaten und Slowenen.
Krek wurde auf dem Žale-Friedhof in Ljubljana beigesetzt.

## Gedenken
In mehreren slowenischen Gemeinden sind Straßen nach Krek benannt.